# Gründigkeit
Die Gründigkeit ist ein Begriff aus der Festigkeitslehre und der Bodenmechanik und gilt als eine Schlüsseleigenschaft des Erdbodens. Man unterscheidet zwischen der absoluten und der physiologischen Gründigkeit.

## Absolute Gründigkeit
Die absolute Gründigkeit bezeichnet die Mächtigkeit des ungehindert für Pflanzen durchwurzelbaren Raumes, also die Tiefe des Lockermaterials über festen Bodenschichten. Die Gründigkeit bestimmt das Speichervolumen für Wasser, Nährstoffe und auch das Filtervolumen für Schadstoffe. Sie ist die Fließstrecke für vertikale Bodenprozesse. Nach der AG Bodenkunde wird zwischen tief- (bis über 1 m), mittel- (bis ca. 60 cm) und flachgründigen (bis ca. 30 cm) Böden unterschieden.

## Physiologische Gründigkeit
Die physiologische Gründigkeit ist die entscheidende Größe, denn sie beschreibt den tatsächlich durchwurzelbaren Raum. Sie wird von der absoluten Gründigkeit unterschieden, denn sie berücksichtigt mögliche Stauschichten. Stauschichten können z. B. durch einen erhöhten Grundwasserspiegel, groben Gesteinsschutt oder aber durch verdichtete Bodenhorizonte gebildet werden. Wenn Stauschichten das wurzelbare Sediment begrenzen wird somit von der physiologischen Gründigkeit gesprochen, die zudem in 6 Klassen von Wp1 = sehr flach bis Wp6 = äußerst tief, eingeteilt werden:
- Wp1 = sehr flach = 0,15 m
- Wp2 = flach = 0,15–0,30 m
- Wp3 = mittel = 0,30–0,70 m
- Wp4 = tief = 0,70–1,20 m
- Wp5 = sehr tief = 1,20–2,00 m
- Wp6 = äußerst tief = > 2,00 m